# Бригита Шведска
Бригита Шведска e шведска монахиня, основателка на Ордена на бригитките, канонизирана като светица, покровителка на Европа.

## Биография
Бригита Биргерсдотер е родена през 1303 година във Финста в благородническо семейство, като баща ѝ е върховен съдия на Упланд. Тринадесетгодишна става съпруга на Улф Гудмарсон, бъдещ върховен съдия в Нерке и член на държавния съвет, а самата тя е придворна дама на кралица Бланха. Двамата имат осем деца, сред които и света Екатерина Шведска, нейна бъдеща духовна приемница.
Още по време на светския си живот, като майка и съпруга, Бригита имала видения. Прави поклонения пред мощите на свети Олаф, а след това, заедно със съпруга си – в Сантяго де Компостела. На връщане от Компостела Улф заболява тежко и умира по пътя през 1342 година. Овдовялата Бригита оглавява манастира Алвастра, в който тя и съпругът и пребивават през дълги периоди и през предходните години.
В Алвастра Бригита получава постоянни видения и развива активна кореспонденция, обявявайки се за прекратяване на Стогодишната война и на Авиньонския плен на папите. През 1349 година заминава за Италия и се установява в Рим, където получава папско одобрение за основания от нея монашески орден. През 1371 г. заедно с двама от синовете си и с дъщеря си се отправила на поклонение към Светите Земи.
Бригита Шведска умира на 23 юли 1373 година, според легендите точно в деня, който тя самата е предсказала. Култът към светицата бил одобрен от Римокатолическата църквата през 1391 г.